# Viktor Amazaspovič Ambarcumjan
Viktor Amazaspovič Ambarcumjan (armensko Վիկտոր Համազասպի Համբարձումյան, rusko Ви́ктор Амаза́спович Амбарцумя́н), armenski astronom in astrofizik, * 18. september (5. september, ruski koledar) 1908, Tbilisi (Tiflis), Gruzija, † 12. avgust 1996, Bjurakanski astrofizikalni observatorij, gora Aragac (Aragatz) pri Erevanu, Armenija.

## Življenje in delo
Ambarcumjan je od leta 1928 do 1931 po diplomi v Leningradu študiral pri Belopolskem na Observatoriju Pulkovo, ki je bil član observatorija od leta 1888.
Ko je Hubble razčlenil veje najbližjih spiralnih galaksij v zvezde, in še bolj, ko je Baade leta 1944 razčlenil na zvezde tudi središče Andromedine galaksije, je postala Jeansova kozmogonija sporna. V celoti pa so jo zavrgli, ko so spektroskopsko ugotovili, da galaksije vseh oblik sestavljajo zvezde. Tedaj je izgubila vrednost ne samo Herschlova domneva o razvojni poti galaksij po oblikah, ampak tudi Jeansova o hkratnem nastanku zvezd in galaksij. To pojmovanje so popolnoma zavrgli, ko je Ambarcumjan leta 1947 odkril zvezdne asociacije, mlade zvezdne združbe, in se je kasneje pokazalo, da obstajajo tudi takšne asociacije, ki nastajajo danes, pred našimi očmi.
Ambarcumjan je bil dolgo časa predsednik Armenske akademije znanosti in bil tudi predsednik Mednarodne astronomske zveze (IAU).
Ambarcumjan je imel štiri otroke, Rubena, Rafaila, Karino in Egino.

## Priznanja

### Nagrade
Leta 1971 mu je Ruska akademija znanosti (РАН) podelila zlato medaljo Lomonosova.
Leta 1980 je prejel medaljo Bruceove. Istega leta mu je Kraljeva astronomska družba (RAS) podelila zlato medaljo.

### Poimenovanja
Po njem se imenuje asteroid 1905 Ambarcumjan (1905 Ambartsumian).

### Osmrtnice
- BAAS 29 (1997) 1466
- JApA 18 (1997) 1
- JRASC 90 (1996) 351